# Pietro Padula
Pietro Padula (Brescia, 21 agosto 1934 – Brescia, 21 marzo 2009) è stato un politico e avvocato italiano, deputato e in seguito senatore della Repubblica Italiana per cinque legislature, nonché sindaco di Brescia dal 1985 al 1990.